# 弘仁寺 (北京福祥胡同)
弘仁寺是北京市东城区交道口街道福祥胡同的一座藏传佛教寺院，原为汉传佛教寺院“福祥寺”。

## 历史
弘仁寺位于北京市东城区福祥胡同25号（原门牌号为10号）。根据《光绪顺天府志》、《燕都丛考》，还有明朝弘治十一年（1498年）《敕赐福祥寺改建山门碑记》、万历二十年（1592年）《名僧录司左觉义守愚公主持福祥寺序》碑文所记，该寺始建于明朝正统元年（1436年），是武姓太监为明英宗祝寿而舍家宅建设，赐额“福祥寺”，为汉传佛教寺院。弘治九年（1496年）御马监诸珰捐资重修。正德三年（1508年）、万历四十一年（1613年），该寺均曾重修。
清朝雍正二年（1724年）平定青海后，噶勒丹锡哷图呼图克图使节来北京朝见清帝，乃购买该寺为驻京行馆，该寺从此改为藏传佛教寺庙，并更名为“弘仁寺”。
中华民国时期，该寺住持喇嘛为索达那木扎什。

## 建筑

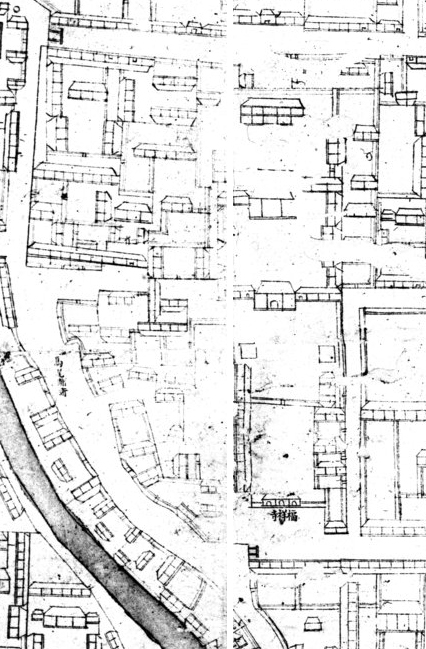
《乾隆京城全图》中的福祥寺。

1950年代调查得知，该寺“有寺门一间，硬山卷棚瓦顶，苏式彩画；山门三间，东耳房一间，西耳房二间，大式硬山大脊筒瓦顶；天王殿三间，大式歇山大脊筒瓦顶，三踩斗拱，旋子彩画；大殿三间，庑殿式筒瓦顶，旋子彩画。”大殿前面的甬路上，有清朝光绪二十年（1894年）所建的塔一座。寺内还有不少佛像，以及清朝康熙五十八年（1719年）所制的铁磬等。天王殿前方，有明朝弘治十一年（1498年）黎珏所撰的《敕赐福祥寺改建山门碑记》碑，正德戊辰三年（1508年）侍讲沈寿和万历癸丑四十一年（1613年）大学士赵志皋所撰的《重修福祥寺碑记》碑。
中华人民共和国成立初期，该寺前半部分为煤铺，其他房屋被改为民居。1976年唐山大地震期间，该寺的两个殿堂因为发生倾斜而被房管所拆除，在原址上建了六组排房继续作为民居。
今该寺山门及东西耳房、天王殿及该殿后面的东配殿、东跨院南北各三间房仍存，但都损毁严重。该寺的石碑中，一通已迁到五塔寺保存，另一通被砌入民房的墙内。该寺的塔已遭到拆除，其他文物均未存。